# Caesalpinia acapulcensis
Caesalpinia acapulcensis är en ärtväxtart som beskrevs av Paul Carpenter Standley. Caesalpinia acapulcensis ingår i släktet Caesalpinia och familjen ärtväxter. Inga underarter finns listade i Catalogue of Life.